# Václav Ignác Vernier
Václav Ignác svobodný pán Vernier z Rougemontu (Wenzel Ignaz Freiherr Vernier de Rougemont et d'Orchamp) (18. března 1692 Světlá nad Sázavou – 20. února 1742 Medlešice) byl český šlechtic francouzského původu. Působil ve státních službách, nakonec byl hejtmanem chrudimského kraje (1738–1742). Jeho sídlem byl zámek Medlešice.

## Životopis

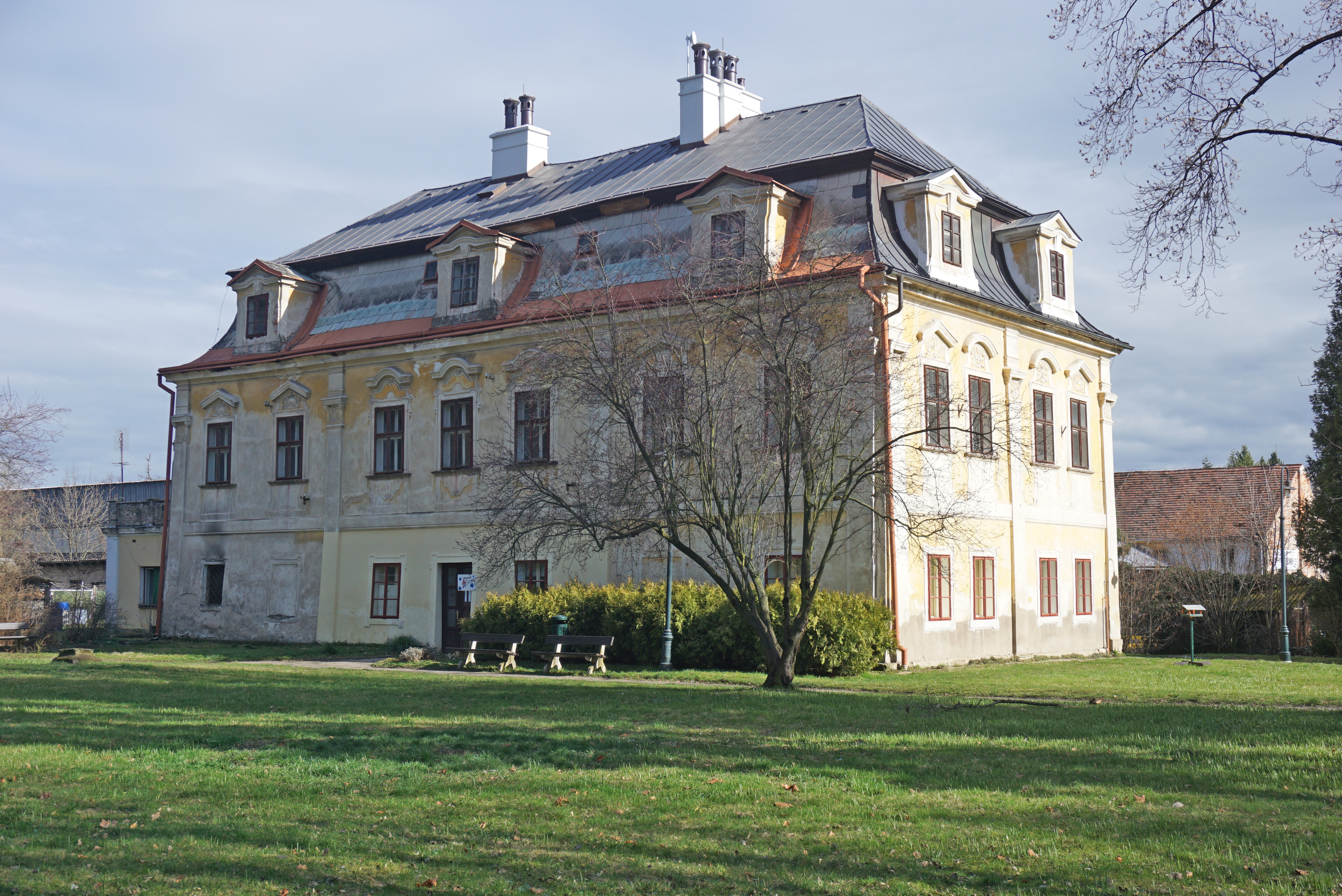
Zámek Medlešice, sídlo Václava Ignáce Verniera

Pocházel z francouzského šlechtického rodu Vernierů usazeného od třicetileté války v Čechách. Narodil se jako mladší syn barona Jana Bartoloměje Verniera (1644–1711) a jeho manželky Marie Rosalie z Kainpachu (1660–1737). Starší bratr František Bernard Vernier (1687–1740) byl majitelem hlavního rodového panství Lipnice nad Sázavou a v letech 1729–1733 hejtmanem čáslavského kraje. 
Od mládí působil ve státních službách, v roce 1721 se stal radou apelačního soudu a od roku 1737 byl přísedícím zemského soudu. Svou kariéru zakončil jako hejtman chrudimského kraje (1738–1742), byl také císařským radou a komořím.
V listopadu 1727 se oženil s Marií Terezií Strakovou z Nedabylic (†1753), která byla dědičkou panství Medlešice na Chrudimsku (zde se také konala svatba). Marie Terezie nechala v Medlešicích postavit zámek, který se stal sídlem této linie Vernierů. Zároveň pokračovala v dlouholetém hraničním sporu s komorním panstvím Pardubice, který se táhl již od 17. století. Z jejich manželství pocházeli tři synové, dědicem Medlešic byl nejstarší Jan Josef (1729–1764), c. k. komoří a major (v další generaci byly Medlešice prodány v roce 1802). Druhorozený František Václav (1730–1810) se oženil s Josefou Annou Senovcovou z Ungervertu (1744–1801), dědičkou Tochovic. Nejmladší Ignác Josef (1735–1793) byl kanovníkem českobudějovické kapituly. 